# 5560 Amytis
5560 Amytis este un asteroid din centura principală de asteroizi.

## Descriere
5560 Amytis este un asteroid din centura principală de asteroizi. A fost descoperit pe 27 iunie 1990 la Observatorul Palomar de Eleanor Francis Helin. Asteroidul prezintă o orbită caracterizată de o semiaxă mare de 2,29 ua, o excentricitate de 0,11 și o înclinație de 5,6° în raport cu ecliptica.